# Trishult
Trishult Säteri är en herrgård/säteri som ligger utanför orten Landsbro i Vetlanda kommun, Jönköpings län.
Gården har anor sedan 1300-talet och är ett säteri. Nuvarande mangårdsbyggnad uppfördes efter en brand 1977. På gården finns även en magasinsbyggnad från 1700-talet. Husen omges av en park.

Vid Trishult finns ett Natura2000 område.